# Serge Gainsbourg
Serge Gainsbourg (2. april 1928 i Paris – 2. marts 1991, Paris) var en af 1900-tallets mest kendte franske musikere, der tillige arbejdede med film, både som skuespiller og instruktør, og gerne eksponerede sig selv.
Kvinder var der nok af, men mest bemærkelsesværdigt var hans ægteskab med den britiske model Jane Birkin. Parret var et af de hotteste kendisensembler i deres tid. Det var Jane Birkin, der sang og stønnede på "Je t'aime... moi non plus", der endte med at blive hans mest kendte melodi. Sammen fik parret datteren Charlotte Gainsbourg, som er skuespiller og sangerinde (hun spiller bl.a. med i "The science of sleep" og Antichrist af Lars von Trier). Charlotte sang i en alder af 12 år med på sangen "Un zeste de Citron" – en uskyldig titel, der betyder citronskal, men som med et lille twist bliver til inceste. Ganske provokerende. Gainsbourg var i det hele taget specialist i tvetydigheder og leg med ord og begreber, der eksempelvis også kunne give sig udslag i en hel sang, Comic Strip, bestående af ene lydord fra tegneserier som Pow! Blop! Shebam! og Wizz!
I dag er Serge Gainsbourg genstand for en god portion hype både i sit hjemland og i udlandet. Han er blevet beskrevet som i franskmændenes bevidsthed at ligge "et sted mellem Kim Larsen og H.C. Andersen". Han var i høj grad en både folkelig og intellektuel kunstner.